# Hesperoconopa acutistyla
Hesperoconopa acutistyla is een tweevleugelige uit de familie steltmuggen (Limoniidae). De soort komt voor in het Palearctisch gebied.